# 波馬班巴區

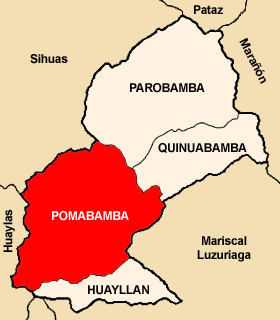

波馬班巴區（西班牙語：Distrito de Pomabamba），是秘魯的一個區，位於該國北部安卡什大區的波馬班巴省，始建於1861年2月21日，面積347.92平方公里，海拔高度2,948米，2005年人口14,780，人口密度為每平方公里42人。